# استافیلوکوکوس هیکوس
استافیلوکوک هیکوس، کوکسی گرم مثبت و کواگولاز مثبت در جنس (سرده) استافیلوکوک است.
این باکتری، اولین بار از عفونت پوستی خوک جدا شده‌است و نام سابق آن، میکروکوک هیکوس بوده‌است.
استافیلوکوک هیکوس به عنوان باکتری بیماری‌زا در حیوانات مطرح می‌باشد و موجب عفونت‌های پوستی در گوساله‌ها، اسب‌ها و خوک‌ها می‌شود.

#### مورفولوژی و مشخصات
استافیلوکوک‌ها سلول‌های کروی هستند که در حدود 1 میکرون قطر دارند و خوشه‌هایی نامنظم را تشکیل می‌دهند. این باکتری‌ها ممکن است به صورت یک کوکسی تنها، جفت، چهار تایی و زنجیره‌ای هم در محیط‌های کشت مایع دیده شوند. کوکسی‌های جوان شدیدا گرم مثبت هستند و کوکسی‌های پیرتر اغلب گرم منفی می‌شوند. استافیلوکوک‌ها غیر متحرک هستند و نمی‌توانند اسپور بسازند. تحت تاثیر داروهایی مثل پنی سیلین، استافیلوکوک‌ها متلاشی می‌شوند. گونه‌های میکروکوکوس اغلب شبیه به استافیلوکوک‌ها هستند. این باکتری‌ها در محیط، زندگی آزاد دارند و بسته‌های منظمی شامل 4 تا 8 کوکسی ایجاد می‌کنند. پرگنه‌های آنها می‌تواند زرد، قرمز یا نارنجی باشد.
جنس استافیلوکوک حداقل 40 گونه دارد. چهار گونه مهم از نظر بالینی عبارت‌اند از: استافیلوکوک اورئوس ( طلایی)، استافیلوکوک اپیدرمیدیس، استافیلوکوک ساپروفیتیکوس و استافیلوکوک lugdunensis.
این باکتری‌ها به راحتی روی انواع محیط‌های کشت رشد می‌کنند و از نظر متابولیکی فعال هستند، کربوهیدرات‌ها را تخمیر کرده، رنگدانه تولید می‌کنند که از سفید تا زرد پر رنگ متغیر است. گروهی جز فلور طبیعی پوست و مخاط انسان هستند و گروهی چرک، آبسه و عفونت‌های چرک‌زای گوناگون ایجاد می‌کنند و حتی منجر به بروز سپتی سمی کشنده می‌شوند.
استافیلوکوک‌های بیماری‌زا اغلب خون را همولیز می‌کنند، پلاسما را منعقد می‌سازند و انواع سموم و آنزیم‌های خارج سلولی را تولید می‌کنند.

#### خصوصیات رشد استافیلوکوک‌ها
استافیلوکوک‌ها کاتالاز تولید می‌نمایند که آنها را از استرپتوکوک‌ها متمایز می‌کند. استافیلوکوک‌ها به آرامی بسیاری از کربوهیدرات‌ها را تخمیر نموده، اسید لاکتیک تولید می‌کنند اما گاز تولید نمی‌کنند.

#### یافته‌های بالینی
یک عفونت استافیلوکوکی موضعی به صورت یک برجستگی "مخروطی شکل"، عفونت فولیکول مو یا آبسته تظاهر پیدا می‌کند. واکنش التهابی موضعی و دردناک به طور معمول وجود دارد که در مرکز آن چرک، جمع شده و پس از تخلیه شدن چرک، ضایعه سریعا بهبود پیدا می‌کند. دیواره‌ی فیبرینی و سلول‌های اطراف آبسه از انتشار ارگانیسم جلوگیری به عمل می‌آورند و بنابراین نباید با دستکاری یا تروما شکسته شوند.
نواحی از بدن که تحت تأثیر قرار می گیرد شامل  سر، گردن، پاها، بدن کلی، دهان و زبان است. ممکن است کلیه ها و حالب ها با جمع آوری مخاط و مواد زائد متسع شوند. علاوه بر این، ریه ها ممکن است در طول فرآیند بیماری، احتقان را انباشته کنند.

#### درمان
بیشتر بیماران استافیلوکوک را در بینی، گلو و پوست خود حمل می‌کنند. حتی در مواقعی که پوست کاملا از استافیلوکوک‌ها پاک شود (مثلا در اگزما) ، آلودگی مجدد توسط قطرات تقریبا بلافاصله رخ می‌دهد. از آن جایی که ارگانیسم‌های بیماری‌زا اغلب از یک ضایعه (مثل کورک) به قسمت‌های دیگر پوست به کمک انگشتان و لباس‌ها انتشار می‌یابند، استفاده از ضدعفونی کننده‌های موضعی به منظور جلوگیری از عود این ضایعات لازم است.
عفونت‌های جدی متعدد پوستی (آکنه، کورک) بیشتر در بالغین رخ می‌دهند. این عفونت‌های پوستی در بیمارانی که به مدت طولانی کورتیکواستروئید دریافت می‌کنند، هم دیده می‌شوند. در آکنه، لیپاز استافیلوکوک‌ها و کورینه باکتریوم‌ها اسیدهای چرب را از لیپیدها آزاد می‌کند و این اسیدهای چرب، التهاب پوستی را ایجاد می‌کنند. تتراسایکلین‌ها در درمان دراز مدت این ضایعات به کار می‌روند.
آبسه‌ها و دیگر ضایعات چرکی بسته با تخلیه (که ضروری است) و آنتی بیوتیک درمان می‌شود. بسیاری از آنتی بیوتیک‌ها در آزمایشگاه روی استافیلوکوک‌ها تا حدودی موثر‌اند، ولی ریشه کن کردن استافیلوکوک‌های بیماری زا در مبتلایان مشکل است چرا که ارگانیسم سریعا مقاومت پیدا می‌کند و داروها نمی‌توانند در مرکز نکروز شده‌ی یک بافت ضایعه‌ی چرکی اثر کنند. از بین بردن حالت ناقل استافیلوکوک طلایی هم مشکل است.
درمان باکتریمی، اندوکاردیت، پنومونی و دیگر عفونت‌های شدید ناشی از استافیلوکوک طلایی به تجویز داخل وریدی طولانی مدت پنی سیلین مقاوم به بتالاکتاماز نیاز دارد.